# La Chapelle-des-Pots

La Chapelle-des-Pots este o comună în departamentul Charente-Maritime, Franța. În 1 ianuarie 2022 avea o populație de 1.007 de locuitori.